# Xerotyphlops etheridgei
Espèce
Synonymes
- Typhlops etheridgei Wallach, 2002

Statut de conservation UICN

 DD  : Données insuffisantes
Xerotyphlops etheridgei est une espèce de serpents de la famille des Typhlopidae. 

## Répartition
Cette espèce est endémique de Mauritanie. Elle se rencontre dans la région d'Adrar à environ 200 m d'altitude.

## Étymologie
Cette espèce est nommée en l'honneur de Richard Emmett Etheridge.

## Publication originale
- Wallach, 2002 : Typhlops etheridgei, a new species of African blindsnake in the Typhlops vermicularis species group from Mauritania (Serpentes: Typhlopidae). Hamadryad, vol. 27, no 1, p. 108-122